# Filago pygmaea
Filago pygmaea — вид квіткових рослин родини айстрові (Asteraceae).

## Опис
Однорічна рослина заввишки від 1 до 4 см, що цвіте з квітня по червень і переживає літній сухий сезон, як насіння.

## Поширення
Батьківщина: Північна Африка: Алжир, Лівія, Марокко, Туніс. Західна Азія:  Кіпр, Ліван, Сирія, Туреччина. Європа: Албанія, Боснія і Герцеговина, Чорногорія, Хорватія, Франція, Греція, Іспанія, Гібралтар, Італія, Португалія, Македонія, Мальта.

## Галерея

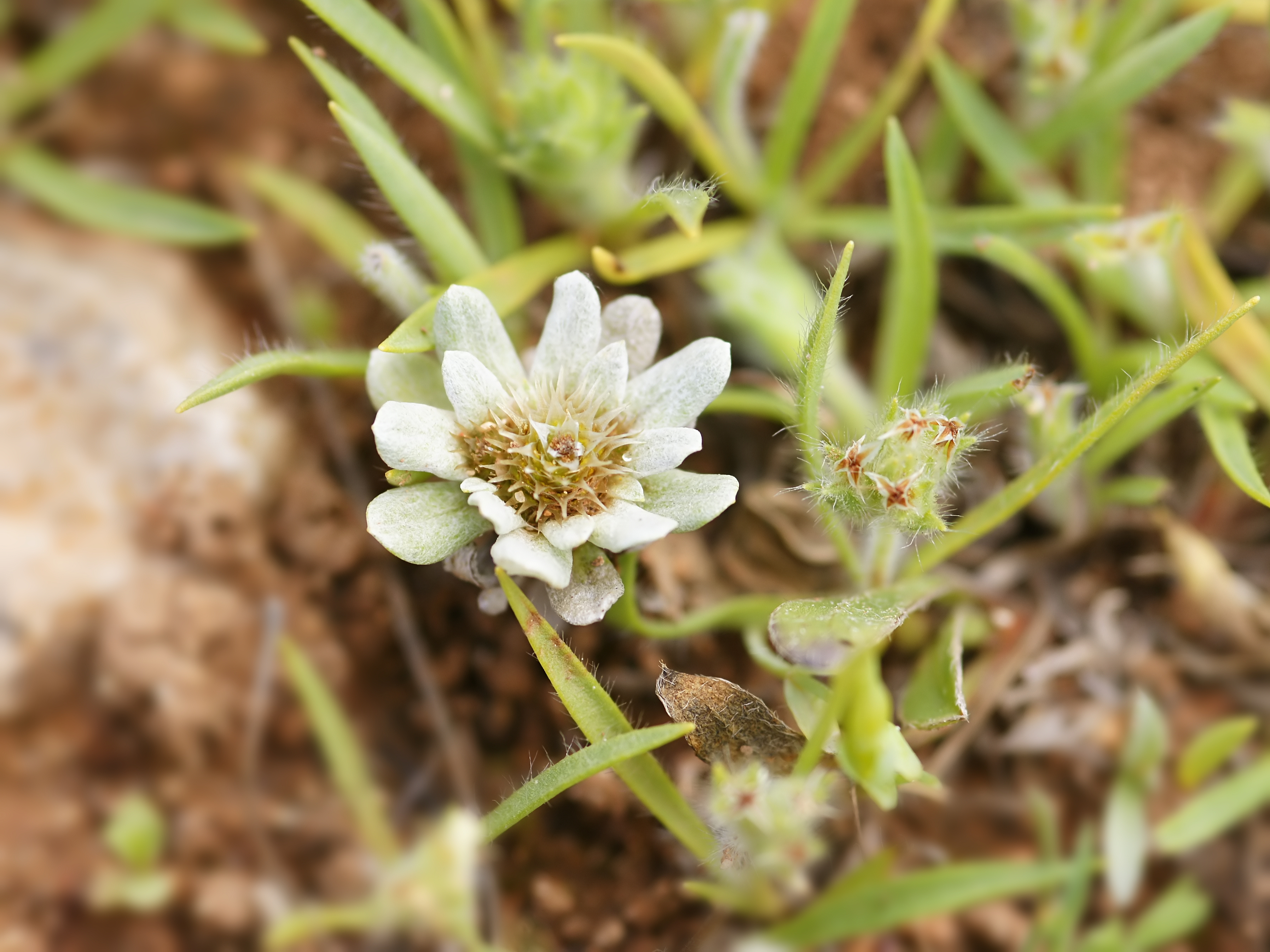

|  | Це незавершена стаття про айстрові. Ви можете допомогти проєкту, виправивши або дописавши її. |